# Michael Ogio
Sr Michael Ogio (7 de julho de 1942 – 18 de fevereiro de 2017) foi um político papuásio. Ele foi o nono Governador-Geral da Papua Nova Guiné.
Ele foi o líder do partido People's democratic Movement (PT: Movimento Popular Democrático).
Ele tornou-se governador-geral em 20 de dezembro de 2010, quando Jeffrey Nape renunciou. Em 14 de janeiro de 2011, derrotou Pato Kakeraya. Foi empossado em 25 de fevereiro do mesmo ano.
Em 26 de abril de 2011, a Rainha Elizabeth II conferiu a honra da cavalaria e nomeou como Cavaleiro da Grande Cruz da Mais ilustre Ordem de são Miguel e de são Jorge, sobre sua nomeação como Governador-Geral da Papua-Nova Guiné, no Castelo de Windsor.
Ogio morreu em 18 de fevereiro de 2017, em Port Moresby, aos 74 anos de idade.